# Сима Пі
Сима Пі (спрощ.: 司馬丕; піньїнь: Sima Pi, 341 — 30 березня 365) — 10-й імператор династії Цзінь, 6-й володар епохи Східна Цзінь у 361–365 роках.

## Життєпис
Походив з імператорського роду Сима. Був сином імператора Сима Яня, після смерті якого новий володар Сима Юе 342 року надав Пі титул князя Лан'є. Проте внаслідок слабкого здоров'я він не брав жодної участі в державних справах. 361 року після смерті імператора Сима Даня імператриця-вдова обрала Сима Пі новим імператором. Він узяв собі ім'я Ай-ді.
Спочатку він намагався керувати державою самостійно, втім зрештою вимушений був поступитися своєму родичеві Сима Ю та впливовому губернатору Хуань Веню. Саме вони почали визначати політику імперії. В свою чергу Сима Пі захопився пошуком еліксиру безсмертя. Після вживання кількох таких «еліксирів» імператор 364 року важко захворів. Того ж року розпочалася нова війна царства Рання Янь проти Східної Цзінь. Проте Сима Пі вже не зміг вжити необхідних заходів для оборони, померши 30 березня 365 року.